# Dichaetomyia flavida
Dichaetomyia flavida är en tvåvingeart som först beskrevs av Malloch 1921.  Dichaetomyia flavida ingår i släktet Dichaetomyia och familjen husflugor.
Artens utbredningsområde är Malawi. Inga underarter finns listade i Catalogue of Life.